# Velké Kunětice

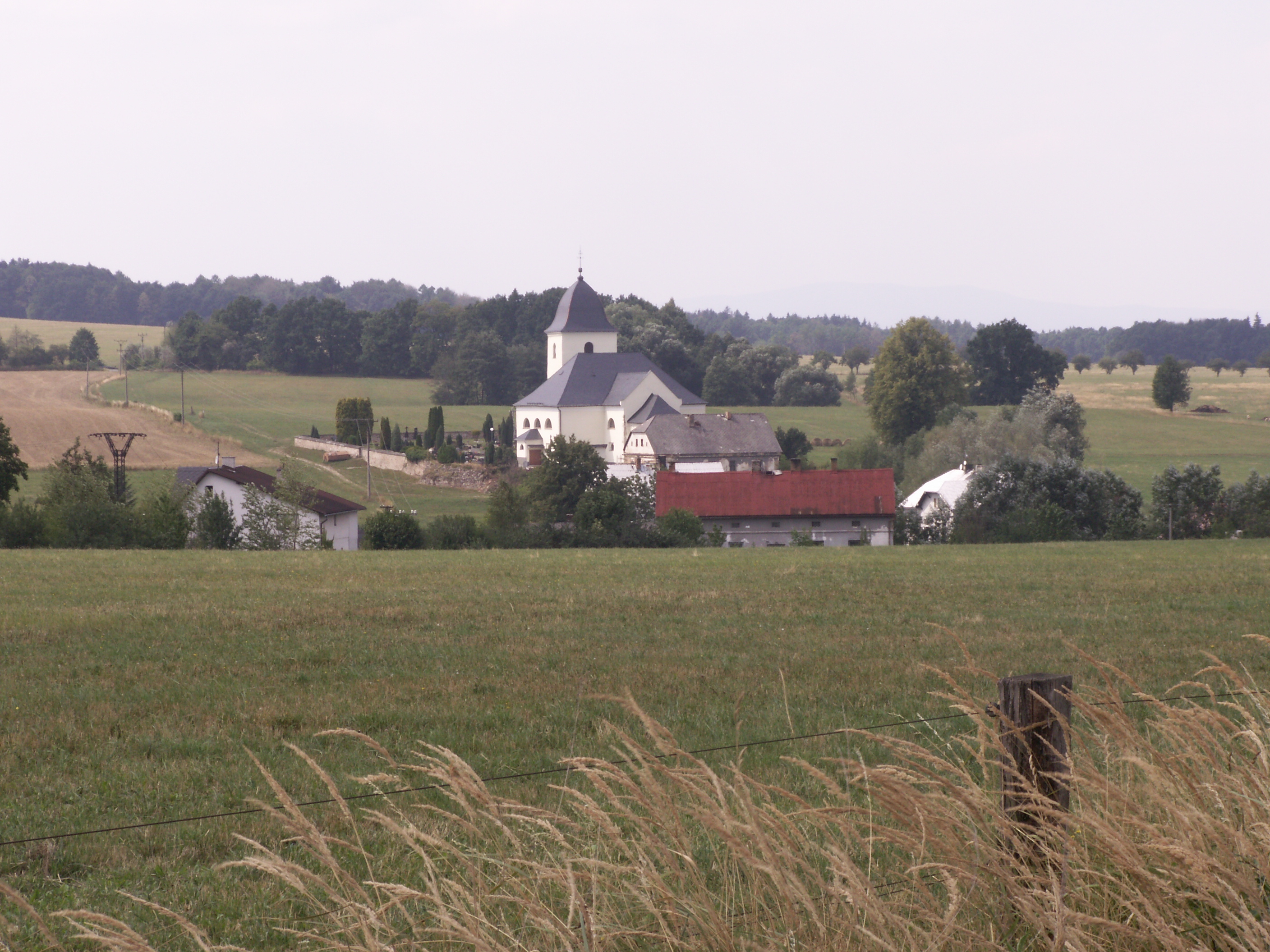
Blick zur Kirche Maria Schnee

Velké Kunětice (deutsch Groß Kunzendorf) ist eine Gemeinde in Tschechien. Sie liegt elf Kilometer nordöstlich von Jeseník bzw. acht Kilometer westlich von Głuchołazy an der Grenze zu Polen und gehört zum Okres Jeseník, Moravskoslezský kraj.

## Geographie
Velké Kunětice erstreckt sich an den nordöstlichen Ausläufern des zum Reichensteiner Gebirge gehörigen Nesselkoppenkammes (Sokolský hřbet) im Tal des Baches Kunětický potok/Mora. Südwestlich erheben sich die Nízká hora (551 m) und der Divočák (608 m). Am nördlichen Ortsausgang liegt der Grenzübergang Velké Kunětice/Sławniowice.
Nachbarorte sind Sławniowice im Norden, Gierałcice im Nordosten, Terezín, Kolnovice und Františkov im Osten, Nová Ves und Hradec im Südosten, Lomy und Supíkovice im Süden, Strachovičky, Nová Červená Voda und Stará Červená Voda im Westen sowie Dolní Červená Voda und Jarnołtów im Nordwesten.

## Geschichte
Das zum Bistum Breslau gehörige Dorf wurde 1284 erstmals als villa Cunati urkundlich erwähnt. Der Ort an der alten Verbindung von Freiwaldau nach Neisse ist aber wahrscheinlich weitaus älter. Der Name des Ortes leitet sich von einem Lokator Kuňata her, später entwickelte daraus der seit 1300 als Cunczendorf überlieferte deutsche Name. Der Ort bestand ursprünglich aus zwei Höfen, welche zwei in sich abgeschlossene Teile des Dorfes darstellten. Kunzendorf war mit 60 Hufen ein recht großes Dorf und einer der Höfe, der Vogtshof, verwaltete einen ansehnlichen Besitz. Seit dem Ende des 13. Jahrhunderts existierte in Kunzendorf eine Pfarre und die Kirche, welche auf dem zum bischöflichen Vogtsgut gehören Anteil errichtet wurde. An dieses Gut wurde zum Ende des 14. Jahrhunderts noch die Herrschaft Borkendorf angeschlossen. Hundert Jahre später setzte in Kunzendorf der Bergbau ein. Es entstanden Kalkbrüche, und in der näheren Umgebung bestanden außerdem Eisenerzbergwerke, deren Produkte an den Eisenhammer und die Kalkbrennerei in Borkendorf geliefert wurden. Am Ende des 16. Jahrhunderts erfolgte der Anschluss der bischöflichen Güter in Kunzendorf und Borkendorf an das Gut Saubsdorf. Zu dieser Zeit war der Borkendorfer Hammer nicht mehr existent. 
Unter Führung von Fabian Tunkel und Georg Grötzner brach 1603 ein bis 1615 andauernder Bauernaufstand gegen die Erhöhung der Frondienste aus. Der Anführer Fabian Tunkel wurde 1608 in Neisse hingerichtet. Im Dreißigjährigen Kriege erlitt das Dorf schwere Schäden. In der zweiten Hälfte des 17. Jahrhunderts erfolgte der Wiederaufbau des Dorfes und der Kirche. 1651 entstand die erste Dorfschule.
Danach erfolgte eine Aufteilung des Dorfes und 1690 bestanden in Kunzendorf zwei große Freigüter. Zum Bistum Breslau, das seinen Besitz nun von Freiwaldau aus verwaltete, gehörten 19 Hufen, ein Marmorbuch, eine wüste Kalkbrennerei und 33 Bauernwirtschaften. Den Vogtshof, das Gut Hartenberg sowie 18 Hufen und 30 Bauernwirtschaften besaßen die Freiherren von Skal. Hinzu kamen noch zwei kleine Freigüter, die lediglich etwas größere Bauernwirtschaften darstellten.
Bei der Teilung Schlesiens im Jahre 1742 erfolgte die Grenzziehung zwischen Preußen und Österreich mitten durch Kunzendorf. Der größere Teil des Dorfes verblieb bei Österreichisch-Schlesien und ein Teil des Dorfes nördlich der Kirche bis nach Borkendorf kam zu Preußisch Schlesien. Im Zuge dieser Grenzziehung erhielt das geteilte Dorf auch den Namenszusatz "Groß", den fortan sowohl der preußische als auch der österreichische Teil trugen. Dies war erforderlich, da neun Kilometer östlich noch ein weiteres Kunzendorf bestand, welches seit dieser Zeit als Dürr-Kunzendorf (heute Konradów) bezeichnet wurde.
1758 brannte die Kirche ab. Um 1800 wurden zwei Herrenhöfe parzelliert, dabei entstanden die Ansiedlungen Franzberg und Strachwitzthal. Erstere wurde nach dem herrschaftlichen Verwalter Franz Hackenberg benannt, die andere nach dem Gutsbesitzer Karl von Strachwitz. Später erwarb Heinrich von Arco das Gut Groß Kunzendorf.
1836 bestand das österreichische Groß Kunzendorf aus 105 Häusern und hatte 736 Einwohner. Hinzu kamen noch Strachwitzthal mit 27 Häusern und 207 Einwohnern sowie Franzberg, in dem 182 Menschen in 32 Häusern lebten. Zum Gut gehörten eine Brauerei und eine Brennerei. Weiterhin wurden mehrere Kalk- und Marmorbrüche betrieben. 1844 erwarb die Familie Gasteheim aus Troppau das Gut Hartenberg einschließlich des Hofes und des Schlosses von den Grafen Arco.
Nach der Aufhebung der Patrimonialherrschaften kam Groß Kunzendorf 1850 zum politischen Bezirk und Gerichtsbezirk Freiwaldau. In der zweiten Hälfte des 19. Jahrhunderts wurde das Gut durch Verkäufe zerstückelt. Bis zum Beginn des 20. Jahrhunderts entstanden im nördlichen Teil des Ortes, insbesondere in Strachwitzthal, Granit- und Marmor verarbeitende Betriebe. Dies waren insbesondere ab 1867 die Firmen T. Gröger, ab 1882 E. Elpelt und ab 1906 J. Pelz. Ab 1918 kamen noch die Fa. W. Thust und weitere Unternehmen hinzu. Während die Steinverarbeitung zunahm, wurde die Kalkbrennerei eingestellt. Groß Kunzendorf hatte im Jahre 1900 1377 Einwohner, in Franzberg waren es 169 und in Strachwitzthal 171.
Der Ort war deutsch besiedelt und nach der Gründung der Tschechoslowakei gehörten die Einwohner zur christlichsozialen Wählerschaft; in den 1930er Jahren wurde die Sudetendeutsche Partei zur stärksten Kraft. 1930 hatte Groß Kunzendorf 1.448 Einwohner, darunter 17 Tschechen. 1939 lebten in der Gemeinde 1.456 Menschen. Nach dem Münchner Abkommen wurde das Dorf 1938 dem Deutschen Reich angeschlossen und gehörte von 1939 bis 1945 zum Landkreis Freiwaldau. Zu Beginn des Jahres 1945 führte ein Todesmarsch sowjetischer Kriegsgefangener durch Groß Kunzendorf. Nach dem Ende des Zweiten Weltkrieges wurden die Deutschen vertrieben und der Ort mit tschechischer Bevölkerung neu besiedelt. Danach verlor er seine frühere Bedeutung und hatte 1950 nur noch 635 Einwohner. Die Schließung der Grenze zu Polen brachte das Dorf in eine abgeschiedene Lage und führte zu weiterem Bevölkerungsverlust durch Abwanderung. Die Steinverarbeitung wurde eingestellt und die meisten der Bewohner arbeiteten in der Landwirtschaft. 1976 verlor der Ort seine Selbstständigkeit und kam zu Supíkovice. Seit 1990 bildet Velké Kunětice wieder eine Gemeinde. 1991 hatte Velké Kunětice 575 Einwohner, seitdem ist die Bevölkerungszahl ansteigend. Die Arbeitslosigkeit ist hoch, insbesondere unter den Roma, die mit 48 Einwohnern einen hohen Bevölkerungsanteil stellen. Nach 1990 öffnete ein Grenzübergang für den kleinen Grenzverkehr ins polnische Sławniowice.

## Gemeindegliederung
Für die Gemeinde Velké Kunětice sind keine Ortsteile ausgewiesen. Grundsiedlungseinheiten sind Františkov (Franzberg), Strachovičky (Strachwitzthal) und Velké Kunětice (Groß Kunzendorf). Zu Velké Kunětice gehört zudem die Einschicht Výhled (Zollhaus Gucke).

## Sehenswürdigkeiten
- Kirche Maria Schnee, errichtet 1758 anstelle des abgebrannten Vorgängerbaus und um 19. Jahrhundert umgebaut
- Schloss Velké Kunětice, erbaut im 18. Jahrhundert
- Massengrab der Opfer des Todesmarsches von 1945 auf dem Friedhof
- zwei alte Kalköfen aus der zweiten Hälfte des 19. Jahrhunderts, am Schloss

## Söhne und Töchter der Gemeinde
- Hans Schwathe (1870–1950), österreichischer Bildhauer und Medailleur, geboren in Strachwitzthal
- Josef Überall (1936–2008), Künstler und Objektkünstler, lebte bis 1945 in Groß-Kunzendorf